# Сингапур на Светском првенству у атлетици у дворани 2014.
Сингапур је учествовао на Светском првенству у атлетици у дворани 2014. одржаном у Сопоту од 7. до 9. марта. Репрезентацију Сингапура на његовом шестом учествовању на светским првенствима у дворани представљао је један атлетичар који се такмичио у трци на 60 метара.,
На овом првенству Сингапур није освојио ниједну медаљу али је остварен лични рекорд.

## Учесници
Мушкарци:
- Calvin Kang Li Loong — 60 м

## Резултати

### Мушкарци
| Атлетичар            | Дисциплина | Лични рекорд | Квалификације | Квалификације | Полуфинале           | Полуфинале           | Финале               | Финале       | Детаљи |
| Атлетичар            | Дисциплина | Лични рекорд | Резултат      | Место         | Резултат             | Место                | Резултат             | Место        | Детаљи |
| -------------------- | ---------- | ------------ | ------------- | ------------- | -------------------- | -------------------- | -------------------- | ------------ | ------ |
| Calvin Kang Li Loong | 60 м       | 6,80         | 6,75 ЛР       | 6. у гр. 4    | Није се квалификовао | Није се квалификовао | Није се квалификовао | 31 / 43 (44) |        |